# Atlantic Records Russia
Atlantic Records Russia (до 24 марта 2021 года — Zhara Music) — российский лейбл звукозаписи, одно из подразделений Atlantic Records. Компания занималась музыкальной дистрибуцией, букингом, продвижением артистов, музыкального контента и организацией мероприятий. Артистами лейбла являлись Моргенштерн, HammAli & Navai, Emin, Bahh Tee, Rauf & Faik, Jony, ЛСП, Dava, Johnyboy, RaiM и другие музыканты.

## История
Zhara Music (2018—2021)
15 июня 2018 года Эмин Агаларов, вице-президент холдинга Crocus Group, более известный как Emin, выпустил песню «Невероятная». Данный релиз ознаменовал запуск музыкального лейбла Zhara Music. Партнёром по данному проекту стал российский певец Бахтияр Алиев, известный под своим сценическим псевдонимом Bahh Tee, являющийся владельцем лейбла Siyah Music.
В апреле 2020 года «Новое радио» запустило конкурс молодых исполнителей «Музыкастинг 3.0», одним из организаторов которого стал лейбл Zhara Music. Победитель данного конкурса получил возможность заключить контракт с Zhara Music на выпуск и последующую раскрутку сингла. В ноябре того же года на сайте российской развлекательной компании, поставщика фильмов и сериалов Premier вышел документальный фильм из серии «Поток», посвящённый Bahh Tee и лейблу Zhara Music. Съёмки фильма начались весной 2020 года, но были приостановлены в связи с пандемией коронавирусной инфекции COVID-19. Алексей Мажаев из InterMedia заметил, что это «пошло проекту на пользу, ибо позволило проследить процесс в развитии». В фильме показано, как в марте 2020 года исполнители лейбла строят свои планы, обсуждают первые случаи заражения коронавирусом в России, рассуждают о настоящем и будущем кальянного рэпа, но после интервью, данном Bahh Tee по видеосвязи, в котором он сказал, что переболел коронавирусом, лейбл начинает работать удалённо, отменяя концерты и другие мероприятия. В связи с этим, к лету того же года доходы организации снизились. Алексей Мажаев также отметил, что в фильме «нет аналитики, рассуждений о причинах и трендах, выводов — вместо этого зрителям предлагается погружение в атмосферу и обстановку, в которой создаётся кальян-рэп».
Atlantic Records Russia (2021—2023)
24 марта 2021 года стало известно о покупке лейбла Warner Music Group, на его базе было создано российское подразделение американского лейбла Atlantic Records, входящего в группу компаний Warner Music. Возглавил новосозданный лейбл Бахтияр Алиев. Позднее стала известна приблизительная стоимость приобретения звукозаписывающей компании — $25 000 000. Позже был выпущен приуроченный к созданию нового лейбла сборник Atlantic Records Russia: F1rst Blood.
24 февраля 2022 в официальной группе Atlantic Records Russia ВКонтакте появилось сообщение об отмене всех предстоящих релизов и переносе их премьер на неопределённый срок. А 10 марта того же года в связи со вторжением России на Украину головная организация и дистрибьютор Atlantic, Warner Music Group, объявила о приостановлении операций в России, включая инвестиции и развитие проектов, рекламную и маркетинговую деятельность, а также производство всех физических продуктов.
1 марта 2023 года стало известно об уходе Bahh Tee с поста генерального директора Atlantic Records Russia. Он запустил новый лейбл Lotus Music.